# Список персонажей мультсериала «Аватар: Легенда об Аанге»
Ниже представлен список персонажей мультсериала «Аватар: Легенда об Аанге».

## Главные персонажи

### Аанг
- Аанг (англ. Aang) — главный протагонист сериала, Аватар, последний маг воздуха. Биологический возраст — 12 лет (фактически Аангу 112 лет, учитывая тот факт, что он сто лет пробыл в айсберге). Его народ монахов Воздуха (Воздушные Кочевники, англ. Air Nomads) был полностью уничтожен Народом Огня, а сам он за сто лет до начала повествования попадает в сильный шторм и застывает в айсберге, и только по прошествии ста лет его находят и освобождают Катара и Сокка. Аанг оптимистичный, весёлый, ему также не чуждо понятие чести и долга. Очень сильный маг Воздуха. Последний представитель своего племени. Нынешнее воплощение Аватара. Испугавшись своего предназначения и ответственности, сбежал из монастыря, что привело его к заточению в ледяной глыбе на сто лет. Тайно влюблён в Катару, но не решается сказать ей об этом. Катара о чувствах Аанга знает и отвечает взаимностью (что слегка заметно). Он постепенно овладевает Магией Воды и Земли. Во время вторжения ему, Сокке и Тоф не удалось найти Хозяина Огня, прятавшегося в бункере. После вторжения он решается изучить Магию Огня, его учителем становится Зуко. За несколько дней до возвращения кометы Созина таинственно исчезает. Он не может решить, что сделать с Лордом Огня, так как не может его убить. Он ищет решения у своих предыдущих воплощений. Но решить ему помогла Лев-черепаха. При встрече с врагом он входит в состояние Аватара и овладевает Магией Энергии — самым древним и самым мощным проявлением магии как таковой. С её помощью он лишает уже Короля Феникса магии Огня. Аанг и Катара остаются вместе. Несмотря на свою сущность, Аанг — обычный подросток, который хочет веселиться и проказничать, но со временем он понимает своё предназначение и готовится к решающей схватке, в которой и решится судьба мира. В оригинале озвучен Заком Тайлерером Эйсеном

### Зуко
- Зуко (англ. Zuko) — юноша 16 лет (17 лет, Книга 2), маг огня, сын хозяина огня Озая и его жены Урсы, внук хозяина огня Азулона. Правнук Хозяина Огня Созина и Аватара Року. Принц в изгнании, главнейшей целью которого являлись поиск и поимка Аватара. Он считал, что за счёт этого сможет вернуть себе все, что потерял. Он без устали тренируется, чтобы во всеоружии встретить Аанга. Мечтает о прощении отца, страдает от того, что рано расстался с матерью. Ему предстоит непростая задача разобраться в себе, в людях, которые его окружают, в событиях, свидетелем которых он является. Он готов на все ради достижения своих целей, но даже представить себе не может, что ждёт его на самом деле. Имеет большой шрам вокруг левого глаза, полученный во время огненной дуэли «Агни-Кай» против отца. Считается, что он бессердечный и грубый человек, но это не так. Он изгнан из своей страны, живёт, пытаясь поймать Аватара, дабы восстановить утраченную честь. Путешествует вместе с дядей Айро, неимоверно любящим своего племянника. В конце 2 сезона присоединяется к своей сестре Азуле, предаёт дядю, который умоляет его сделать правильный выбор и сильно задевает его чувства. Впоследствии Зуко очень сожалеет о содеянном. Во время затмения решается на серьёзный разговор с отцом. Именно в тот момент проявляет способность перенаправлять молнию, как его учил до того дядя. Позже принимает решение присоединиться к Аватару, чтобы свергнуть своего отца. Вместе с ним отправляется в древний храм Солнца, где воины Солнца направляют его к учителям Рэн и Шао, последним драконам, дабы восстановить утраченное мастерство управления стихией. В 3 сезоне помогает Сокке вытащить отца из плена. Помогает Катаре найти человека, убившего её мать. Обучает Аанга магии Огня, за несколько дней до возвращения кометы Созина раскрывает планы отца: он хочет предать огню всю территорию королевства Земли. В последних двух сериях сражается на Агни Кай с Азулой и практически побеждает (поразил Азулу, но та атаковала Катару с помощью молнии, Зуко прикрыл волшебницу воды своим телом, в результате Катара связала Азулу цепью). Зуко становится Хозяином Огня. После идёт искать свою мать. Всегда мечтал, чтобы отец любил и уважал его, но сам всегда очень любил свою маму. В оригинале озвучен Данте Баско и Дереком Баско.

### Катара
- Катара (англ. Katara) —  девушка-подросток, 14 лет (в конце 3 сезона 15 лет), маг Воды Южного Полюса. Представительница Южного племени Воды. Маг крови. Она живет благодаря своей маме Кае. Дело в том, что Кая соврала южным захватчикам,что она последний маг воды. Женщина попросила убийцу взять ее в плен,но он утвердил, что не берет пленных и мать Катары погибла от рук Яна Ро. Катара хотела ему отомстить, убив его (16 глава 3 книга), но не смогла. Отец отправился на войну. Присматривает за своим братом Соккой, который, хотя и старше, ведёт себя порой, как маленький ребёнок. Катара становится учителем Аанга, передаёт ему азы магии Воды, лучше узнаёт себя, свой народ, свою семью. В конце второго сезона вылечила Аанга водой из оазиса духов от смертельной раны, нанесённой Азулой. Она не хочет использовать магию крови, но тем не менее вынуждена была использовать её («Южные захватчики»). В последних сериях вместе с Зуко побеждает Азулу на Агни Кай, а в последней серии 3 сезона ответив взаимной любовью, поцеловалась с Аангом. В далеком будущем у них появились 3 ребенка: старший сын - Буми, дочь - Кая и младший сын - Тензин. Подробнее смотрите в Легенде о Корре. В оригинале озвучена Мэй Уитман.

### Сокка
- Сокка (англ. Sokka) — юноша 15 лет (в конце 3 сезона 16 лет), старший брат Катары, воин Южного племени Воды, в команде аватара отвечает за распорядок и юмор. С большим мастерством управляется с костяным ножом, дробящим оружием с шаром на конце, коротким мечом племени воды и бумерангом. Также осваивает борьбу веером и длинным мечом. Когда все мужчины племени ушли на войну с людьми Огня, Сокка остался единственным воином в своей деревне. Сокка очень скучает по отцу и мечтает, чтобы тот гордился им. На протяжении всего сериала Сокка учится сражаться и становится настоящим мужчиной. Так, например, он учится боевому искусству на острове Киоши в первом сезоне, а в третьем учится владеть мечом, проявляет себя в роли лидера. Он отличается неимоверным самолюбием и любвеобильностью. В конце первого сезона Сокка влюбился в Юи, девушку из Северного племени Воды, которая впоследствии ради гармонии в мире заменила убитого адмиралом Джао духа луны. В начале второго сезона начинает встречаться с Суюки, лидером воинов Киоши. Смелый и безрассудный, что часто приводит к проблемам. Не доверяет никому. Сокке предстоит непростой путь рядом с Аангом и Катарой, но он сделает все, чтобы достичь своей цели. С помощью Зуко освобождает своего папу и любимую девушку Суюки из плена в тюрьме Кипящая скала. Вместе с Тоф и Суюки останавливает флот Короля Феникса. В оригинале озвучен Джеком ДеСеном и Скоттом Менвиллем.

### Тоф Бейфонг
- Тоф Бейфонг (англ. Toph Beifong) — слепая девочка 12 лет, одна из самых искусных магов земли. Во втором сезоне сбегает от родителей, чтобы обучать Аанга Магии Земли. Родители Тоф из рода «Летающего кабана», самой богатой семьи в Царстве Земли. Изобрела магию металла. С помощью своих способностей может улавливать вибрации земли, Тоф способна «видеть» окружающее ступнями ног, распознавать ложь и различать предметы и людей. Научилась магии, когда убежала от родителей, где встретилась с кротами, которые также слепы и научили Тоф Магии Земли. Впервые заметила возможность использования Магии Металла во 2 сезоне 19 серии, когда была поймана Ксин Фу и Мастером Ю. Тоф 6 раз побеждала в турнире магов Земли «Дрожь земли». В шестой серии второго сезона «Слепой бандит» (22-я минута), Тоф называет свой возраст — 12 лет. Так же владеет магией песка. В последних сериях 3 сезона проявляла симпатию к Зуко. У Тоф строгий характер, она угрюмая и своевольная девочка, но в душе очень ранимая. В оригинале озвучена Джесси Флауер

### Айро
- Айро (англ. Iroh) — дядя Зуко и Азулы, сын Азулона, внук Созина, брат Хозяина Огня Озая, союзник команды Аватара. Если бы не смерть сына, Лу Тена, то Айро, скорее всего, взял бы Ба Синг Се. Если бы его брат, тогда ещё принц Озай, не убил своего отца, Азулона, и не подделал его завещание, то Айро бы стал Хозяином Огня на правах первенца. Один из сильнейших магов Огня, учился у воинов Солнца и драконов. Глава Ордена Белого Лотоса. Айро — очень добрый и мудрый старик, который хочет остановить войну. Он, несмотря на всё, любит Зуко, как собственного сына. Айро постоянно предстаёт в роли мудрого учителя как для своего племянника, так и для едва знакомых ему людей. Был лучшим генералом армии Огня, носит уважительное прозвище «Дракон Запада», известное как в Нации Огня, так и в Царстве Земли. Титул Дракона, по традиции, получил за убийство последнего дракона, приставка «Запада», вероятнее всего, следствие военных успехов и доблести. На самом деле он солгал об убийстве последнего дракона ради защиты оставшихся. В одной из серий в шутку сказал, что носит титул Дракона за умение извергать пламя («дыхание дракона»). Ушёл в изгнание вместе с племянником. Во втором сезоне он прибывает вместе с племянником в Ба Синг Се. Зуко заменяет ему потерянного на войне сына Лу Тена. Впоследствии племянник предаёт Айро и он оказывается в тюрьме Народа Огня за мнимое предательство Нации Огня. Там он развивает свои физические силы и во время солнечного затмения сбегает из тюрьмы, когда его охранники были бессильны. В последних сериях созывает членов Ордена Белого Лотоса, чтобы освободить Ба Синг Се от Нации Огня. Очень любит жасминовый чай, и очень привередлив к нему. Открывает в Ба Синг Се чайную «Жасминовый Дракон». Научил Зуко приему перенаправлять молнии, который открыл сам, наблюдая за магами воды. В оригинале озвучен Мако Ивамацу и Грегом Болдуином.

### Азула
- Азула (англ. Azula) — девушка 14 лет, антагонист, сестра Зуко. Дочь Короля Феникса. Мощь её мастерства владения магией Огня может превзойти только её упорство и желание властвовать. Она хладнокровна и умна и, подобно огненному вихрю, сметает любую преграду на своём пути. Безгранично преданна отцу и считает его действия правильными. Безукоризненно выполняет свою миссию. Её боятся и враги, и друзья. В детстве постоянно издевалась над братом. Владеет Высшей магией Огня — молнией, а также способностью создавать голубое пламя. Жестокая, красивая, целеустремлённая, расчётливая, холодная и высокомерная. В «Книге Земли» начинает охотиться за Аватаром вместо брата, прихватив компанию из двух «элитных бойцов» — своих лучших подруг Мэй и Тай Ли. И в 20 серии 2-го сезона вместе с Зуко побеждает Аватара, едва ли не убив последнего зарядом молнии. В третьем сезоне вместе с братом возвращается домой. В серии «Пляж» открывается и светлая сторона принцессы. Азула признаётся, что в детстве её мама больше любила своего сына, Зуко, чем дочь, и девушка впервые показала, как ей на самом деле больно и одиноко, однако она быстро взяла себя в руки и сделала вид, что ей всё равно. Во время вторжения и затмения отвлекла Аанга, Соку и Тоф от правильного пути, тем самым нарушив планы команды. Позже вновь предприняла несколько безуспешных попыток убить своего брата. В одной из серий 3 сезона её предаёт Мэй, которая спасает Зуко, дав ему и другим героям сбежать из Кипящей скалы, чем приводит Азулу в ярость. Принцесса собралась наказать Мэй, но Тай Ли заблокировала её способности. Шокированная предательством подруг Азула начинает сходить с ума и в конце сериала вызывает Зуко на Агни Кай, где терпит поражение. Азула впадает в бессильное бешенство и лишается рассудка. В оригинале озвучена Грей Делайл.

### Озай
- Озай (англ. Ozai) — Хозяин Огня, второй сын Азулона, внук Созина и главный антагонист сериала. Целеустремленный, терпеливый, волевой человек, способный идти на жертвы ради своих целей. В работе легко доверяет своим подчинённым и даёт им свободу действий, так адмирал Джао полностью командовал вторжением на северный полюс, а Азула защитой столицы народа огня. Одержим идеей завершения войны. Один из сильнейших, если не сильнейший маг огня во вселенной Аватара. Лучше всех владел магией молний. Под давлением обстоятельств, по предложению своей жены Урсы убил Азулона и подделал завещание и стал Лордом огня. В Третьем сезоне провозглашает себя Королём Фениксом. В последней битве Аватар с помощью Магии Энергии отобрал у Озая владение Магией Огня. Отбывает пожизненный(причем по настоящему, по данным так как он умер там же) срок в тюрьме для особо опасных преступников. В оригинале озвучен Марком Хэмиллом.

## Второстепенные персонажи

### Аватары
- Ван (англ. Van) - первый Аватар, живший за десять тысяч лет до Аватара Корры. Будучи изгнанным из своего родного города, этот молодой маг огня стал жить среди духов, изучая их особенности, а потом отправился в путешествие, чтобы познакомиться с другими культурами. Встреча с двумя могущественными духами преобразила не только его, но и весь мир.
- Року (англ. Roku) — маг Огня, предыдущее воплощение Аватара. Лучший друг Созина и прадед Зуко по материнской линии. Созин бросил погибать его в жерле вулкана, когда Року отказался помогать ему в воплощении его завоевательских амбиций. Его животным-хранителем является дракон. Он появляется в виде духа и сопровождает Аанга на протяжении всего путешествия. Дает ему советы, помогает преодолеть сомнения и внутренние противоречия. Во время медитаций Аанга может являться другим людям. Как правило, Аанг этих переходов не помнит, что может свидетельствовать о том, что Року на время овладевает телом Аанга. Погиб от перенасыщения организма газом сероводорода из жерла вулкана, спасая жителей острова Року.
- Киоши (англ. Kyoshi) — маг Земли. Про неё известно довольно мало. Она воспользовалась своими способностями, чтобы создать остров Киоши, жители которого пытаются сохранить нейтралитет по отношению к воюющим сторонам. Обладала ростом выше обычного и размер её ноги был больше чем у остальных аватаров. Об этом свидетельствует размер её одежды, хранящийся в храме Аватара на острове Киоши. О её смерти ничего не известно, из чего можно сделать вывод, что она умерла своей смертью. Аанг несколько раз обращается к ней, чтобы разрешить давнее противоречие одного из многочисленных племён Земли. Также Аанг спрашивает у неё совета относительно пару вееров. В одной из серий нам показывают, что Чин Завоеватель напал на полуостров Киоши, но она опозорила его и отделила полуостров от материка, хотя сам Чин не выжил.
- Курук (англ. Kuruk) — маг Северного Племени Воды. Всё, что о нём известно, это то, что он любил плыть по течению. У него была девушка, но дух Кох, похититель лиц, украл её лицо. За это Курук хотел убить этого духа, но не смог.
- Янгчен (англ. Yangchen) — маг Воздуха. Появляется в серии «Старые учителя», чтобы дать совет Аангу, как поступить с Лордом Огня Озаем. Её изображения и статуи в позе Лотоса изобилуют в храмах Воздуха. В комиксах «Раскол» она играет важную роль, и её личность более раскрыта.
- Сито или Зето — маг Огня, был Аватаром до Янгчен. Живя в эпоху огромного кризиса, который грозил уничтожить Нацию Огня, Сито спас свою родную страну, став бюрократом, дипломатом и финансистом на службе у Хозяина Огня, что для Аватара было крайне необычно. В конце концов, получив звание Великого советника, Сито значительно укрепил правительство Народа Огня, восстановил экономический баланс и создал программы помощи бедным и нуждающимся. Известно, что он единственный, кто использует все цвета огня и первый известный маг лавы.

### Народ Огня
- Созин (англ. Sozin) — Хозяин Огня, при котором и началась Столетняя Война. Был лучшим другом Аватара Року пока не начал военную экспансию и захватывать владения Народа Земли. В честь него названа комета, приближение которой даёт неимоверную силу всем магам Огня, что делает их практически непобедимыми. Созин понял это одним из первых и именно он, воспользовавшись мощью кометы в начале войны, уничтожил Воздушных Кочевников, чтобы новый Аватар не смог появиться либо же убить его ещё в детском возрасте. Он также стал косвенной причиной смерти Року, оставив его погибать на вулкане от ядовитого газа, хотя мог спасти, но тот был слишком опасен для его планов. В оригинале озвучен Роном Перлманом.
- Азулон (англ. Azulon) — предыдущий Хозяин Огня, отец Айро и Озая, дедушка Азулы (в честь кого она собственно, и названа), Зуко и Лу Тена, сын Созина. Продолжил дело отца в столетней войне. Достоверно неизвестно, были ли при нём попытки найти Аватара, но одно можно утверждать с уверенностью: именно он привёл Народ Огня к практически безоговорочной победе. Его младшему сыну, ставшему Хозяином Огня, необходимо было лишь довершить начатое дедом и развитое отцом. Был убит Урсой в сговоре с Озаем. В оригинале озвучен Уолкером Эдмистоном.
- Айла (англ. Ilah) — была женой Лорда Огня Азулона. О ней почти ничего не известно. Она умерла раньше Азулона. Упоминается в серии «Одинокий Зуко» 2 сезон 7 серия.
- Урса (англ. Ursa) — мать Зуко и Азулы, жена Хозяина Огня Озая. Добрая и чуткая мать, всегда защищавшая любимого сына Зуко от вредной Азулы. Внучка Аватара Року (прошлого Аватара). После того, как стало известно, что Озаю придётся убить (или изгнать) сына Зуко, решилась спасти любимого сына. Ночью она убила Хозяина Огня Азулона, по чьему приказу должен был быть убит Зуко, и сбежала из дворца. В третьем сезоне Азула представляет свою мать перед коронацией, представляет что бы та сказала ей. В комиксе "Поиск" она попросила духа Мать Лиц (мать Коха) изменить ей внешность и стереть память о прошлой жизни, что та и сделала. Когда Азула узнала, где сейчас её мать, она попыталась убить её. В итоге Мать Лиц вернула Урсе память и внешность.
- Мэй (англ. Mai) — член команды Азулы, дочь будущего губернатора Омашу, захваченного Народом Огня, и переименованного в Новый Озай. Воспитывалась вместе с Азулой и Тай Ли. Не обладает магией Огня, но зато прекрасно разбирается в метательном оружии. Известна своими безразличием ко всему и не всегда охотно подчиняется Азуле. С самого детства проявляет интерес к Зуко а в 3 сезоне стала с ним встречаться. Позже предаёт Азулу и помогает принцу с заключёнными убежать. После победы Зуко над Азулой будет освобождена своим дядей, начальником главной тюрьмы страны Огня «Кипящая скала». В оригинале озвучена Крикет Ли.
- Тай Ли (англ. Ty Lee) — член команды Азулы, 14 лет, девушка из многодетной семьи (шесть сестёр). Большую часть детства проводила с подругами Азулой и Мэй. Потом обучалась вместе с ними в Академии Народа огня для девушек. Но чтобы каким-то образом отличаться от своих сестёр, сбежала с цирком и выступала там, пока Азула угрозами не «пригласила» её в свою команду по поимке Аватара. Оптимистична, всегда смотрит на мир «сквозь розовые очки», обладает феноменальной ловкостью, знает слабости человеческого тела, с помощью нажатия определённых точек (Куишо Джитсу) может лишить даже очень опытного мага власти над стихией. Имеет успех у противоположного пола, как сказала Мэй, из-за недостатка внимания в детстве, она привлекает его будучи подростком. Несколько раз замечает, что Соко очень симпатичен, однако ни о каких отношениях между ними нет и речи. В третьем сезоне защитила Мэй от мести Азулы. Попала в тюрьму, где были воины Киоши. В последней серии становится одной из них, и обучает их своей технике блокировки Ци.
- Джао (англ. Zhao) — второстепенный антагонист 1-го сезона, изначально командующий. После повышения в звании до адмирала пытается захватить Северное племя Воды, убивает одну из рыбок Кои — дух Луны. Был убит духом Океана. Из серии Осада Севера, Часть 2 известно, что он посещал библиотеку Ван Ши Тонга, где и узнал про земные воплощения духов Луны и Океана. Когда Аанг вместе с друзьями прибывают в библиотеку в серии Библиотека, то вся информация о народе Огня уничтожена. Предположительно это сделал Джао. В Сериале «Легенда о Корре», выясняется, что он попал в «туман духов». Там он спутал Тензина, сына Аанга и Катары с самим Аватаром.
- Ло и Ли (англ. Lo, Li) — две пожилых женщины-близнеца. Обучают Азулу магии Огня, несмотря на отсутствие собственных способностей. Предположительно живут на Угольном острове — курорте Народа Огня. Появляются перед коронацией Азулы, которая увольняет одну из них, при этом перепутав их имена.
- Лу Тен (англ. Luten) - самый простой воин народа огня. Был сыном Айро, кузеном Азулы и Зуко. Во 2 сезоне когда дядя Айро и Зуко стали жить в Царстве земли, была серия о различных историях главных героев мультсериала. И тогда дядя Айро подошёл к дереву и начал петь трогательную песню «Листья лозы», и плача о своём погибшем в войне сыне. Лутен был хорошим сыном и кузеном, как говорилось в мультсериале он был очень справедливым и отзывчивым.

### Команда Джета
- Джет (англ. Jet) — вожак своей команды, который ненавидит магов огня. Вместе они устраивают партизанский отряд, периодически нападая на отдельные отряды и разрушая их планы. Позже Джет и его друзья — Пипсквик, Смеллерби, Лонгшот и Дьюк — решили начать свою жизнь с чистого листа в Ба Синг Се, но, когда Джет увидел Зуко и Айро, он захотел убить их. Это привело к стычке между Зуко и Джетом в чайной, где Айро работал с Зуко. Был убит Лонг Фенгом, когда помогал Аватару найти Аппу.
- Пипсквик (англ. Pipsqueak) — член банды Джета. С виду грозный, но на деле добродушный парень, постоянно оберегает Дьюка. В оригинале озвучен Стерлингом Ёоунг
- Дьюк (англ. Duke) — самый маленький член команды Джета, умилительный ребёнок.
- Лонгшот (англ. Longshot) — дословно «Дальний выстрел». Стрелок из лука в команде Джета, молчалив, единственный раз мы слышим его голос после атаки Лонг Фенгом Джета. Сказал, что Джет их вожак и он со Смеллерби с ним останутся.
- Смеллерби (англ. Smellerbee) — во втором сезоне выясняется, что это девушка. Член команды Джета, присутствовала при его гибели.
- Снирс (англ. Snips) — в 1 книге 10 серии он нападает на людей огня с Джетом. Он обожает лапшу и ест её все время.

### Орден Белого Лотоса
- Пакку (англ. Pakku) — учитель Магии Воды Северного Племени Воды. В конце первой книги соглашается обучать Аанга магии Воды. Когда же Аанг с Катарой приходят к нему на занятие, он отказывается обучать Катару, мотивируя это тем, что в Северном племени Воды девушки не обучаются боевым приёмам Магии Воды, а вместо этого занимаются врачеванием. Катара вызвала его на дуэль и показала великолепное владение Магией Воды, но он был непреклонен. В конечном счёте он согласился обучать её и был очень горд этим, ведь Катара была сильнейшим Магом Воды из всех обучающихся. В начале второго сезона отправляется в Южное племя (с небольшой командой человек) чтобы обучать местных жителей магии воды, где встречает свою невесту, Пра-Пра, которая убежала с севера. Становится дедушкой Катары и Сокки. Последний порывается называть его сначала Пра-пра, потом Пра-пакку. В конце третьего сезона вместе с членами Ордена Белого Лотоса помогает освободить Ба Синг Се. В оригинале озвучен Виктором Брандтом.
- Буми (англ. Bumi) — царь Омашу, старинный друг Аанга, с которым он дружил до войны, предполагаемый возраст — около 112 лет. В первом сезоне встречается с Аангом. Во время осады Омашу был взят в плен. При второй встрече с Аангом даёт ему совет по поводу магии Земли (овладение третьим, нейтральным Дзингом) Во время затмения освобождает себя и весь город самостоятельно. Член Ордена Белого Лотоса, освобождает Ба Синг Се. Один из самых сильных магов Земли. В оригинале озвучен Кевином Энги.
- Пиандао (англ. Piandao) — самый лучший создатель мечей в Стране Огня. Является опытным мастером меча цзянь (китайский длинный меч) и не владеет магией. Он также обладает талантом учителя, знает философию бойца и искусство каллиграфии. Принимает себе в ученики Сокку. В поединке с Соккой, Пиандао продемонстрировал скорость, ловкость и отточенность движений, вследствие чего и одержал победу. Член Белого Лотоса, помогал освободить Ба Синг Се. В оригинале озвучен Робертом Патриком
- Гиацо (англ. Gyatso) — маг Воздуха, наставник и друг Аанга в Южном Храме Воздуха. Аанг часто упоминает, что он великий маг воздуха того времени, что говорит о высоких способностях монаха. Из воспоминаний Аанга видно, что Гиацо, несмотря на свою старость, очень добродушен и умеет веселиться. Он очень мудр и проницателен. Погиб во время геноцида Воздушных Кочевников. Назван в честь ныне живущего Далай-ламы XIV Тэнцзина Гьямцхо, защитника прав тибетцев, главы администрации Тибета в изгнании.

- Джонг Джонг (англ. Jeong Jeong) — в прошлом великий генерал страны Огня, добровольно ушёл со своего поста, не желая мириться с жестокостью правителя. Очень строг и суров, отказывается обучать Аанга магии Огня, аргументируя это тем, что мальчик ещё не готов. В конце концов даёт несколько уроков Аватару, который сам впоследствии отказывается обучаться из-за несчастного случая. Позже Джонг Джонг вместе с другими членами Белого Лотоса освобождает Ба Синг Се.

### Племя Воды
- Канна (англ. Kanna) или Пра-Пра — бабушка Сокки и Катары, самая старая жительница Южного Племени Воды. По сути является лидером Южного Племени по причине отсутствия мужчин, а также более старых представителей племени. Считается, что характер Катара унаследовала от бабушки. Также Пра-пра подарила своей дочери (матери Катары) своё обручальное ожерелье, сделанное для неё мастером Пакку в дни их молодости на Северном полюсе, которое вскоре переходит Катаре. Но она бежит оттуда, не принимая их традиции и недовольная ролью женщины в Северном племени воды. В конце третьего сезона мы узнаем, что она все таки выходит замуж за мастера Пакку.
- Хакода (англ. Hakoda) — отец Сокки и Катары. Вождь Южного Племени Воды, который вместе с остальными воинами ушёл воевать, оставив присматривать за деревней Сокку и Катару.
- Бато (англ. Bato) — Солдат Южного Племени Воды служивший под началом Хакоды. Во время одного из боёв был ранен и теперь вся его левая рука в ожогах. В оригинале озвучен Ричардом МакГонаглем.
- Арнук (англ. Arnook) —вождь Северного племени воды. В оригинале озвучен Джоном Полита.
- Юи (англ. Yue) — дочь вождя Северного Племени Воды, влюблена в Сокку, но не может быть с ним, так как помолвлена с другим, в конце 1 книги жертвует собой, чтобы восстановить баланс в мире.
- Хама (англ. Hama) — эпизодический персонаж, появляется в 8-й серии 3 книги. Жила в Южном Племени Воды, была взята в плен воинами Народа Огня. Сбежать из плена ей удалось благодаря Магии крови. Учит Катару извлекать воду из воздуха и деревьев и управлять людьми, используя Магию Крови.
- Ханн (англ. Hahn) — солдат Племени Воды и командующий группой для особого задания. Он был женихом принцессы Юи и будущим зятем вождя Арнука. В оригинале озвучен Беном Дискин

### Царство Земли
- Суюки (англ. Suki) — девушка Сокки, лидер воинов Киоши. Очень милая и добрая девушка. Сначала настроена достаточно агрессивно к героям, поскольку боится, что они втянут нейтральный остров Киоши в войну, но потом проникается их идеями, соглашается обучить Сокку боевым искусствам, и у него даже начинает получаться. Со временем, проникшись храбростью Сокки, влюбляется в него и проносит это чувство до конца сериала. Также помогает Аангу во время его странствий, что приводит её и других воинов Киоши в лапы Азулы и к заточению в тюрьме людей Огня. Впоследствии Сокка и Зуко освобождают ее из тюрьмы, и она присоединяется к команде Аватара
- Продавец капусты — появляется в 1 и 2 сезонах, упоминается в 3 сезоне. Продает капусту, притом очень многострадальную. На его палатку либо все время кто-то обрушивается, а то ему и вовсе запрещают её продавать. Позже становится источником информации для спектакля народа Огня о приключениях Аанга. Также изображающая его статуя находится в городе Республика из мультсериала «Легенда о Корре».
- Джун (англ. June) — Появляется в 1 и 3 сезонах. Охотница с огромной самкой муравьеда Прыщиком. Прыщик нюхает вещь человека и может найти его где угодно по запаху. В 1 сезоне, во время боя, была сбита с толку Соккой, который разлил повсюду духи. Так же в 3 сезоне 19 серии Прыщик не смогла найти Аанга, который был на Плавучем острове, на самом деле гигантском существе Льве-черепахе по непонятным причинам.
- Тётя Ву (англ. Wu) — гадалка из первого сезона, живёт в деревне, которую команда Аватар спасла от вулкана. Катара узнаёт от неё, что выйдет замуж за очень сильного мага, и скончается, когда у неё родится третий правнук. Аанг узнаёт, что ему предстоит пережить в жизни грандиозное событие. Сокке Тетя Ву просто говорит, что он всегда из-за своей глупости будет иметь проблемы.
- Глыба (англ. The Boulder) — один из бойцов шестого Турнира магов земли, позднее вступил в армию и боролся против Народа Огня. Озвучен Миком Фоли.
- Лонг Фенг (англ. Long Feng) — советник Царя Земли и лидером агентов Дай Ли. В 16-й серии 2 книги похищает Аппу. Во время пребывания на посту советника Царя Земли Лонг Фенг старался сохранять «спокойствие» граждан Ба-Синг-Се и скрывал от Царя правду о войне. Агенты Дай Ли шпионили за мнением простых граждан и докладывали своему лидеру. Когда Аанг, Катара, Сокка и Тоф прибыли в Ба Синг Се, на остановке поезда их встретила странная девушка по имени Джу Ди, которая, казалось, не обращает внимание на их вопросы. Как потом выяснилось, Дай Ли держат девушек под озером Лаогай и заставляют их говорить о том, как в городе спокойно и никакой войны не существует. Когда к команде Аватара присоединяется Джет, Лонг Фенг убивает его. Царь Земли всегда слепо верил Лонг Фенгу. Однако в 18-й серии 2 книги царская вера в Лонг Фенга ломается и по приказу Царя Земли его арестовывают его же агенты, но тайно остаются ему верны. Затем Лонг Фенг объединяется с Азулой, но та переманивает тайных агентов Дай Ли на свою сторону, и они были больше не подвластны Лонг Фенгу. Теперь их лидер — Азула. Дальнейшая судьба Лонг Фенга неизвестна. В оригинале озвучен Клэнси Брауном.
- Менг (англ. Mang) — эпизодический персонаж, озвученная Джесси Флауер. Юная девушка, которая живёт в деревне Макапу и является помощницей тёти Ву. Влюблена в Аанга. Появляется в 14 серии «Книги Воды».
- Куэй (англ. Kuei) — один из царей Земли. Был использован Лонг Фенгом в качестве механизма для управления Царством Земли. Он ушёл из города, когда напала Азула и её помощницы. Возможно он вернул себе власть после падения Дай Ли. Этот персонаж напоминает последнего китайского императора Пу И.
- Мадам Макму-Линг (англ. Madame Macmu-Ling) — эпизодический персонаж, озвученная Мелиндой Кларк. Поэтесса и глава поэтического клуба «Общество 5-7-5». Появляется в 15 серии «Книги Земли». Согласно Avatar Extras, мадам Макму-Линг была названа в честь сценариста этой истории Лорена МакМалэна.
- Чит Сенг (англ. Chit Sang) — эпизодический персонаж, озвученный Езекиалом Роллинсом. Один из заключённых тюрьмы Кипящая скала. Появляется в 14, 15 и 16 сериях 3 сезона.
- Минг (англ. Ming) — эпизодический персонаж, озвученная Сереной Уильямс. Охранница в тюрьме столицы Страны Огня. Появляется в 10 и 11 серии «Книги Огня».
- 46-й Царь Земли (англ. 46th Earth King) — был царём Ба-Синг-Се и всего Царства Земли во время жизни Аватара Киоши. Упоминается в интерактивной онлайн игре «Escape from the Spirit World», размещённой на официальном сайте Nickelodeon перед стартом третьего сезона мультсериала[1].
- Моку (англ. Moku) — добродушный толстяк из группы путешествующих музыкантов, возглавляемых Чонгом.  В оригинале озвучен Дереком Баско
- Механист (англ. Mechanist) — поселился вместе с группой людей на месте, где когда-то действовал монастырь Кочевников Воздуха и стал жить там. Механик, изобретает воздушные шары и паровые машины.
- Тео (англ. Teo) — сын Механиста. С детства не может ходить, так как парализован ниже пояса.
- Огненный убийца или Спарки-Спарки-Бу-Мэн (оба «имени» придумал Сокка) — наёмник, вместо правой руки и ноги имеет металлические протезы, взрывает всё силой мысли.
- Зей (англ. Zei) — профессор, заведующий кафедры антропологии в университете Ба Синг Се. Его жизненная цель — найти библиотеку Ван Ши Тонга. Всё, что он узнаёт, записывает в журнал, который он отдал Ван Ши Тонгу в качестве пожертвования, чтобы тот допустил их к своей коллекции. По его словам, нашёл много затерянных цивилизаций в Царстве Земли. Зей семь раз пытался пересечь пустыню Ши Вонг и каждый раз чуть не погибал. Когда Зей с Аангом, Соккой и Катарой нашли библиотеку, он там и остался. Персонаж озвучен Рафаэлем Сбарджом.

## Персонажи-животные
- Аппа (англ. Appa) ему 156 лет — летающий зубр Аанга. Последний в своём роде. Именно от летающих зубров Воздушные кочевники научились покорять воздух. Аппа очень добрый и заботливый, но достаточно прожорливый, и поэтому Аангу часто приходится думать о том, чем бы накормить Аппу. Во втором сезоне был похищен и после целого ряда приключений оказался в Ба Синг Се, где его и нашли Аанг с друзьями. Боится огня. Создан на основе Котобуса, персонажа аниме «Мой сосед Тоторо»[2]. Озвучен Ди Брэдли Бейкером.
- Момо (англ. Momo) — крылатый лемур, сопровождающий Аватара и его друзей. Единственный крылатый лемур в сериале и, возможно, последний в своём роде. Так же, как и Аппа, озвучен Ди Брэдли Бейкером.
- Миюки (англ. Miyuki) — незначительный персонаж, кошка из первого сезона. Имя хозяйки неизвестно, но она целительница, знает все о травах.
- Прыщик — ширшу (англ. Shirshu), видит носом. Имеет язык, который при прикосновении к живому существу парализует его. Самка.
- Боско (англ. Bosco) — медведь Царя Земли.
- Флопси (англ. Flopsie) — животное царя Буми. Выглядит довольно страшно, но на деле мил и добр.
- Ястри (англ. Hawky) — почтовый ястреб Сокки.
- Ран и Шао (англ. Ran, Shaw) — синий и красный китайский дракон, великие учителя народа солнца. Одни из последних драконов. В 3 сезоне они научили Аанга и Зуко Магии Огня.
- Фу-фу-веселый-пупс (имя придумал Сокка) — детёныш саблезубого лосельва.
- Лисички-помощницы — собирают свитки и книги для библиотеки Ван Ши Тонга и помогают читателям находить информацию за награду в качестве еды. Сокка считает их маленькими непонятными существами. Они всё докладывают Ван Ши Тонгу. В сериале показаны только две лисички.

## Духи
- Хей Бай (англ. Hei Bai, кит. 黑白, чёрно-белый) — лесной дух. Имеет два обличия: страшного шестирукого монстра и большой панды. В седьмой серии первого сезона похищает жителей деревни Сенлин, мстя за сожжённый лес, но Аангу удаётся его успокоить. Впоследствии помогает Аватару в путешествии по Миру Духов.
- Цветная Леди (англ. The Painted Lady) — дух-покровитель рыбацкой деревни Джанг Ху в Стране Огня, куда герои попадают в 3 серии третьего сезона. Она помогала жителям деревни, расположенной прямо посреди реки, но покинула её, когда построенный неподалёку завод стал загрязнять реку отходами.
- Ван Ши Тонг (англ. The Van Shee Tong, кит. 萬事通) — дух-хранитель библиотеки в пустыне, «тот, кто знает 10 000 вещей», в том числе и все стили Магии Воды. Считает, что Сокка глуповат. Представлен в образе огромной совы, которая способна менять форму тела на драконоподобную. Уверен, что знания не должны быть использованы для получения превосходства над кем-либо. Появляется в 2 сезоне 10 серии. Персонаж озвучен Гектором Элизондо.
- Кох Похититель Лиц (англ. Koh The Face Stealer, кит. 口) — дух, один из самых старых в мире. Единственный, кто помнит имена Духов Луны и Океана. Может похитить лицо собеседника, если тот проявит какие-то эмоции во время разговора. Обладает способностью мгновенно менять лицо на любое из своей коллекции. Телом напоминает гигантскую многоножку. Появляется в 1 сезоне 20 серии и 3 сезоне 19 серии. Персонаж озвучен Эриком Деллумсом.
- Туи и Ла (англ. Tui, La) — духи Луны и Океана. О них Аангу рассказывает Похититель Лиц в мире Духов. В мир людей Аватара возвращает друг — Хей Бай. Духа луны убил генерал Джао во время нападения на Северное Племя воды. Место Духа луны занимает Юи (принцесса Северного Племени Воды).